# Trinomys dimidiatus
Trinomys dimidiatus — вид гризунів родини щетинцевих, який зустрічається у прибережній східній частині Ріо-де-Жанейро і на східних схилах Серра-ду-Мар, Бразилія від рівня моря до 1000 м над рівнем моря у первинних та вторинних лісах.

## Морфологія
Морфометрія. Самці: довжина голови й тіла: 199 мм, довжина хвоста: 170 мм, довжина задньої стопи: 46 мм.
Опис. Покривне волосся тільки трохи голкоподібне. Спина червонувато-буро-жовта. Живіт і внутрішні частини ніг білі.

## Генетика
Каріотип 2n=56.

## Загрози та охорона
Серйозною загрозою є руйнування середовища проживання. Зустрічається на кількох природоохоронних територіях.